# Lijst van Stolpersteine in Emmen

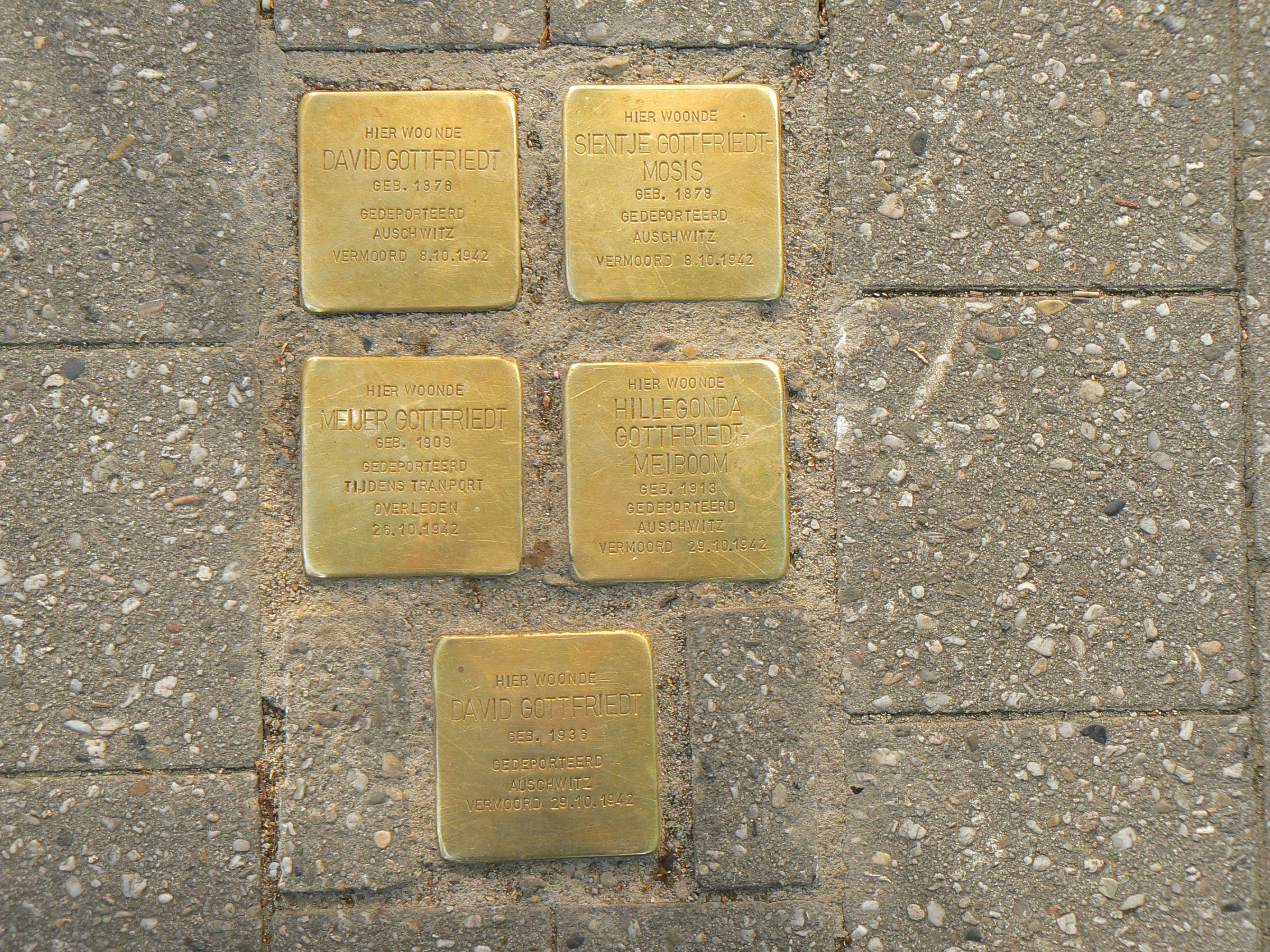
Stolpersteine voor familie Gottfriedt, Hoofdstraat 89 in Emmen

De Lijst van Stolpersteine in Emmen geeft een overzicht van de Stolpersteine die in de gemeente Emmen in de Nederlandse provincie Drenthe zijn geplaatst in het kader van het Stolpersteine-project van de Duitse beeldhouwer-kunstenaar Gunter Demnig.
Stolpersteine zijn opgedragen aan slachtoffers van het nationaalsocialisme, al diegenen die zijn vervolgd, gedeporteerd, vermoord, gedwongen te emigreren of tot zelfmoord gedreven door het nazi-regime. Demnig legt voor elk slachtoffer een aparte steen, meestal voor de laatste zelfgekozen woning.
Omdat het Stolpersteine-project doorloopt, kan deze lijst onvolledig zijn.

## Stolpersteine
In de gemeente Emmen liggen 139 Stolpersteine: 88 in Emmen, vier in Emmer-Compascuum, 38 in Nieuw-Amsterdam, vijf in Roswinkel, en vier in Veenoord.

### Emmer-Compascuum
In Emmer-Compascuum liggen vier Stolpersteine op een adres.
| Afbeelding | Inscriptie                                                                            | Adres                         | Herdachte persoon                 |
| ---------- | ------------------------------------------------------------------------------------- | ----------------------------- | --------------------------------- |
|            | HIER WOONDE DANIËL LEEZER GEB. 1916 GEDEPORTEERD AUSCHWITZ VERMOORD 8.10.1942         | Westerdiep WZ-Braakhekkeplein | Daniël Leezer (1916-1942)         |
|            | HIER WOONDE JACOB LEEZER GEB. 1884 GEDEPORTEERD AUSCHWITZ VERMOORD 8.10.1942          | Westerdiep WZ-Braakhekkeplein | Jacob Leezer (1884-1942)          |
|            | HIER WOONDE MAX LEEZER GEB. 1924 GEDEPORTEERD AUSCHWITZ VERMOORD 30.9.1942            | Westerdiep WZ-Braakhekkeplein | Max Leezer (1924-1942)            |
|            | HIER WOONDE CLÄRTJEN LEEZER-COHEN GEB. 1882 GEDEPORTEERD AUSCHWITZ VERMOORD 8.10.1942 | Westerdiep WZ-Braakhekkeplein | Clärtjen Leezer-Cohen (1882-1942) |

### Nieuw-Amsterdam
In Nieuw-Amsterdam liggen 38 Stolpersteine op elf adressen.
| Afbeelding | Inscriptie | Adres               | Herdachte persoon                        |
| ---------- | --- | ------------------- | ---------------------------------------- |
|            | HIER WOONDE LEVIE TEN BRINK GEB. 1924 GEDEPORTEERD AUSCHWITZ VERMOORD 30.9.1942                                                                        | Vaart Zuidzijde 36  | Levie ten Brink (1924-1942)              |
|            | HIER WOONDE ANNA COHEN GEB. 1926 GEDEPORTEERD AUSCHWITZ VERMOORD 8.10.1942                                                                             | Sportlaan 88        | Anna Cohen (1926-1942)                   |
|            | HIER WOONDE HARRY JOSUA COHEN GEB. 1928 GEDEPORTEERD AUSCHWITZ VERMOORD 8.10.1942                                                                      | Sportlaan 88        | Harry Josua Cohen (1928-1942)            |
|            | HIER WOONDE HARTOG COHEN GEB. 1923 GEDEPORTEERD AUSCHWITZ VERMOORD 30.9.1942                                                                           | Sportlaan 88        | Hartog Cohen (1923-1942)                 |
|            | HIER WOONDE MEIJER COHEN GEB. 1899 GEDEPORTEERD AUSCHWITZ IV (BLECHHAMMER) VERMOORD 21.1.1945                                                          | Sportlaan 88        | Meijer Cohen (1899-1945)                 |
|            | HIER WOONDE RIKA COHEN GEB. 1941 GEDEPORTEERD AUSCHWITZ VERMOORD 8.10.1942                                                                             | Sportlaan 88        | Rika Cohen (1941-1942)                   |
|            | HIER WOONDE HANNA COHEN- BIERMAN GEB. 1858 GEDEPORTEERD AUSCHWITZ VERMOORD 8.10.1942                                                                   | Sportlaan 88        | Hanna Cohen-Bierman (1858-1942)          |
|            | HIER WOONDE MIENA COHEN- VAN COEVERDEN GEB. 1902 GEDEPORTEERD AUSCHWITZ VERMOORD 8.10.1942                                                             | Sportlaan 88        | Miena Cohen-van Coeverden (1902-1942)    |
|            | HIER WOONDE AMALIA DENNEBOOM GEB. 1928 GEDEPORTEERD AUSCHWITZ VERMOORD 5.11.1942                                                                       | Vaart Zuidzijde 59  | Amalia Denneboom (1928-1942)             |
|            | HIER WOONDE BENJAMIN DENNEBOOM GEB. 1936 GEDEPORTEERD AUSCHWITZ VERMOORD 5.11.1942                                                                     | Vaart Zuidzijde 59  | Benjamin Denneboom (1936-1942)           |
|            | HIER WOONDE HEIMAN DENNEBOOM GEB. 1909 GEDEPORTEERD AUSCHWITZ VERMOORD                                                                                 | Sportlaan 102       | Heiman Denneboom (1909-1942)             |
|            | HIER WOONDE IZAÄK DENNEBOOM GEB. 1905 GEDEPORTEERD AUSCHWITZ VERMOORD 1.9.1942                                                                         | Vaart Zuidzijde 91  | Izaäk Denneboom (1905-1942)              |
|            | HIER WOONDE JOËL DENNEBOOM GEB. 1869 GEDEPORTEERD AUSCHWITZ VERMOORD 26.10.1942                                                                        | Vaart Zuidzijde 59  | Joël Denneboom (1869-1942)               |
|            | HIER WOONDE JOËL DENNEBOOM GEB. 1930 GEDEPORTEERD AUSCHWITZ VERMOORD 5.11.1942                                                                         | Vaart Zuidzijde 59  | Joël Denneboom (1930-1942)               |
|            | HIER WOONDE JOSEPH CAREL DENNEBOOM GEB. 1902 GEDEPORTEERD AUSCHWITZ VERMOORD                                                                           | Vaart Zuidzijde 59  | Joseph Carel Denneboom (1902-1942)       |
|            | HIER WOONDE JOZEF DENNEBOOM GEB. 1932 GEDEPORTEERD AUSCHWITZ VERMOORD 5.11.1942                                                                        | Vaart Zuidzijde 59  | Jozef Denneboom (1932-1942)              |
|            | HIER WOONDE LEVIE DENNEBOOM GEB. 1940 GEDEPORTEERD AUSCHWITZ VERMOORD 29.10.1942                                                                       | Sportlaan 102       | Levie Denneboom (1940-1942)              |
|            | HIER WOONDE LOUIS DENNEBOOM GEB. 1937 GEDEPORTEERD AUSCHWITZ VERMOORD 5.11.1942                                                                        | Vaart Zuidzijde 59  | Louis Denneboom (1937-1942)              |
|            | HIER WOONDE SALOMON DENNEBOOM GEB. 1939 GEDEPORTEERD AUSCHWITZ VERMOORD 29.10.1942                                                                     | Sportlaan 102       | Salomon Denneboom (1939-1942)            |
|            | HIER WOONDE SALOMON DENNEBOOM GEB. 1872 GEDEPORTEERD AUSCHWITZ VERMOORD 19.10.1942                                                                     | Vaart Zuidzijde 91  | Salomon Denneboom (1876-1942)            |
|            | HIER WOONDE ROOSJE DENNEBOOM- BROMMET GEB. 1905 GEDEPORTEERD AUSCHWITZ VERMOORD 5.11.1942                                                              | Vaart Zuidzijde 59  | Roosje Denneboom-Brommet (1905-1942)     |
|            | HIER WOONDE BERTHA DENNEBOOM- VALK GEB. 1912 GEDEPORTEERD AUSCHWITZ VERMOORD 29.10.1942                                                                | Sportlaan 102       | Bertha Denneboom-Valk (1912-1942)        |
|            | HIER WOONDE SAARTJE DENNEBOOM- ZILVERBERG GEB. 1881 GEDEPORTEERD AUSCHWITZ VERMOORD 19.10.1942                                                         | Vaart Zuidzijde 91  | Saartje Denneboom-Zilverberg (1881-1942) |
|            | HIER WOONDE DIRK VAN EKELENBURG GEB. 1917 VERZETSSTRIJDER GEARRESTEERD 25-1-1945 GEDEPORTEERD NEUENGAMME 'CAP ARGONA' OVERLEDEN 11-5-1945 NEUSTADT I/H | Wijkstraat          | Dirk van Ekelenburg (1917-1945)          |
|            | HIER WOONDE ABRAHAM KATS GEB. 1887 DOOD TIJDENS ONDERDUIK 1.12.1943                                                                                    | Vaart Zuidzijde 54  | Abraham Kats (1887-1943)                 |
|            | HIER WOONDE MEINARD KATS GEB. 1916 GEDEPORTEERD AUSCHWITZ-BIRKENAU VERMOORD 24.8.1942                                                                  | Vaart Zuidzijde 54  | Meinard Kats (1916-1942)                 |
|            | HIER WOONDE DAVID VAN RHIJN GEB. 1866 GEDEPORTEERD AUSCHWITZ VERMOORD 26.10.1942                                                                       | Vaart Noordzijde 45 | David van Rhijn (1866-1942)              |
|            | HIER WOONDE SIMON JOSEPH SAMSON GEB. 1877 GEDEPORTEERD THERESIENSTADT VERMOORD 19.12.1943                                                              | Zijtak Westzijde 26 | Simon Joseph Samson (1877-1943)          |
|            | HIER WOONDE HARTOG VALK GEB. 1890 GEDEPORTEERD AUSCHWITZ VERMOORD 12.10.1942                                                                           | Schooldijk 14       | Hartog Valk (1890-1942)                  |
|            | HIER WOONDE ISAÄK VALK GEB. 1925 GEDEPORTEERD AUSCHWITZ VERMOORD 30.9.1942                                                                             | Schooldijk 14       | Isaäk Valk (1925-1942)                   |
|            | HIER WOONDE JONAS VALK GEB. 1917 GEDEPORTEERD AUSCHWITZ VERMOORD 31.1.1943                                                                             | Schooldijk 14       | Jonas Valk (1917-1943)                   |
|            | HIER WOONDE MAURITS VALK GEB. 1930 GEDEPORTEERD AUSCHWITZ VERMOORD 12.10.1942                                                                          | Schooldijk 14       | Maurits Valk (1930-1942)                 |
|            | HIER WOONDE JETTA VALK-VALK GEB. 1882 GEDEPORTEERD AUSCHWITZ VERMOORD 12.10.1942                                                                       | Schooldijk 14       | Jetta Valk-Valk (1882-1942)              |
|            | HIER WOONDE GOLDINE SAMSON- WALLHEIMER GEB. 1879 GEDEPORTEERD AUSCHWITZ VERMOORD 25.10.1944                                                            | Zijtak Westzijde 26 | Goldine Samson-Wallheimer (1879-1944)    |
|            | HIER WOONDE JACOB ZILVERBERG GEB. 1887 GEDEPORTEERD AUSCHWITZ VERMOORD 12.10.1942                                                                      | Ringlaan 54         | Jacob Zilverberg (1887-1942)             |
|            | HIER WOONDE LEVIE ZILVERBERG GEB. 1925 GEDEPORTEERD AUSCHWITZ VERMOORD 30.9.1942                                                                       | Ringlaan 54         | Levie Zilverberg (1925-1942)             |
|            | HIER WOONDE LOUIS ZILVERBERG GEB. 1916 GEDEPORTEERD AUSCHWITZ VERMOORD 30.9.1942                                                                       | Ringlaan 54         | Louis Zilverberg (1916-1942)             |
|            | HIER WOONDE ROOSJE ZILVERBERG- PEEREBOOM GEB. 1892 GEDEPORTEERD AUSCHWITZ VERMOORD 12.10.1942                                                          | Ringlaan 54         | Roosje Zilverberg-Peereboom (1892-1942)  |

### Roswinkel
In Roswinkel liggen vijf Stolpersteine op twee adressen.
| Afbeelding | Inscriptie                                                                             | Adres                   | Herdachte persoon              |
| ---------- | -------------------------------------------------------------------------------------- | ----------------------- | ------------------------------ |
|            | HIER WOONDE ABRAHAM GOTTFRIEDT GEB. 1892 GEDEPORTEERD MIDDEN-EUROPA VERMOORD 31.3.1944 | Roswinkelerstraat 129   | Abraham Gottfriedt (1892-1944) |
|            | HIER WOONDE ARON GOTTFRIEDT GEB. 1890 GEDEPORTEERD AUSCHWITZ VERMOORD 19.10.1942       | Roswinkelerstraat 129   | Aron Gottfriedt (1890-1942)    |
|            | HIER WOONDE JANETTE GOTTFRIEDT GEB. 1888 GEDEPORTEERD AUSCHWITZ VERMOORD 19.10.1942    | Roswinkelerstraat 129   | Janette Gottfriedt (1888-1942) |
|            | HIER WOONDE JETTE KROPVELD GEB. 1896 GEDEPORTEERD SOBIBOR VERMOORD 13.3.1943           | Roswinkelerkanaal ZZ 12 | Jette Kropveld (1896-1943)     |
|            | HIER WOONDE JULIA SALOMONS GEB. 1858 GEDEPORTEERD SOBIBOR VERMOORD 13.3.1943           | Roswinkelerkanaal ZZ 12 | Julia Salomons (1858-1943)     |

### Veenoord
In Veenoord liggen vier Stolpersteine op een adres.
| Afbeelding | Inscriptie                                                                          | Adres            | Herdachte persoon               |
| ---------- | ----------------------------------------------------------------------------------- | ---------------- | ------------------------------- |
|            | HIER WOONDE WALTER NOCHUM COHEN GEB. 1910 GEDEPORTEERD AUSCHWITZ VERMOORD 30.9.1942 | Van Goghstraat 5 | Walter Nochum Cohen (1910-1942) |
|            | HIER WOONDE CAREL DENNEBOOM GEB. 1918 GEDEPORTEERD SOBIBOR VERMOORD 21.5.1943       | Van Goghstraat 5 | Carel Denneboom (1918-1943)     |
|            | HIER WOONDE MARCUS DENNEBOOM GEB. 1884 GEDEPORTEERD SOBIBOR VERMOORD 21.5.1943      | Van Goghstraat 5 | Marcus Denneboom (1884-1943)    |
|            | HIER WOONDE ROOSJE JOZEP- BRAAF GEB. 1870 GEDEPORTEERD SOBIBOR VERMOORD 14.5.1943   | Van Goghstraat 5 | Roosje Jozep-Braaf (1870-1943)  |

## Data van plaatsingen
- april 2011: Roswinkel, vijf Stolpersteine op Roswinkelerstraat 129
- 20 juni 2012: Veenoord, vier Stolpersteine op Van Goghstraat 5
- oktober 2013: Emmer-Compascuum, vier Stolpersteine op Westerdiep WZ-Braakhekkeplein